# Мукополисахаридоз
Мукополисахаридо́зы сокращённо МПС, или англ. MPS (от мукополисахариды + -ōsis) — группа метаболических заболеваний соединительной ткани, связанных с нарушением обмена кислых гликозаминогликанов (GAG, мукополисахаридов), связанных с недостаточностью лизосомных ферментов обмена гликозаминогликанов. Заболевания вызваны наследственными аномалиями обмена, проявляются в виде лизосомной болезни накопления: различных  костной, хрящевой, соединительной тканей.

## Классификация
Современная классификация, в зависимости от характера ферментативного дефекта, выделяет несколько основных типов мукополисахаридозов:
- I тип — синдром Гурлер (мукомполисахаридоз I H — Hurler[3]), синдром Шейе (мукополисахаридоз I S — Scheie[4]), синдром Гурлер-Шейе (мукополисахаридоз I H/S — Hurler-Scheie[5]). Обусловлен дефицитом альфа-L-идуронидазы (фермент катаболизма мукополисахаридов). Заболевание постепенно приводит к накоплению в тканях гепарансульфата и дерматансульфата. Выделяют три фенотипа: синдром Гурлер, синдром Шейе и синдром Гурлер-Шейе.
- II тип — синдром Хантера[6]
- III тип — синдром Санфилиппо: A[7], B[8], C[9], D[10]
- IV тип — синдром Моркио: A[11], B[12]
- VI тип — синдром Марото—Лами[13]
- VII тип — синдром Слая (дефицит β-глюкуронидазы)[14]

Встречающийся в литературе термин «гаргоилизм», введенный в клинику английским врачом Эллисом (англ. R. W.В. Ellis) в 1936 году до открытия биохимической основы патологического процесса, объединяет мукополисахаридозы типа I (Н, S, H/S) и типа II (синдром Хантера).

## Патогенез
В зависимости от недостаточности одного из ферментов лизосом, накапливаются мукополисахариды одного из трёх классов: гепаран-, дерматан- или кератансульфаты.

## Наследование
Подавляющее большинство мукополисахаридозов (практически все) наследуются по аутосомно-рецессивному типу. Исключение составляет болезнь Хантера (мукополисахаридоз II типа), которая наследуется по X-сцепленному рецессивному механизму.

## Клиническая картина
В клинической практике все 12 известных мукополисахаридозов согласно фенотипу делят на две группы: Гурлер-подобный (10) и Моркио-подобный фенотип (2: синдром Моркио A и B):
| Фенотипы мукополисахаридоза: | Фенотипы мукополисахаридоза:                                                          |
| --- | ------------------------------------------------------------------------------------- |
| Гурлер-подобный фенотип: | Моркио-подобный фенотип:                                                              |
| низкий рост с диспропорциональным строением скелета (относительно длинными конечностями, короткими туловищем и шеей);                                               | диспропорциональная карликовость;                                                     |
| грубые черты лица (запавшее переносье, нередко экзофтальм, густые сросшиеся брови, полные губы, большой, нередко не помещающийся в полости рта язык);               | грубоватые черты лица;                                                                |
| костные деформации (кифосколиоз, воронкообразная деформация грудной клетки);                                                                                        | килевидная деформация грудной клетки;                                                 |
| контрактуры крупных и мелких суставов; | гипермобильность межфаланговых и тугоподвижность крупных суставов;                    |
| мышечная гипотония; | «браслетки», «чётки», увеличение объёма коленных суставов и их вальгусная деформация; |
| наличие пупочной и пахово-мошоночной грыжи; |                                                                                       |
| гипертрофия лимфатического глоточного кольца; |                                                                                       |
| гипертрихоз; |                                                                                       |
| гепатоспленомегалия. |                                                                                       |
| Типична патология: |                                                                                       |
| центральной нервной системы (снижение интеллекта, обычно довольно грубое);                                                                                          | нормальный интеллект.                                                                 |
| органов зрения (помутнение роговицы, глаукома); |                                                                                       |
| слуха (тугоухость различной степени выраженности); |                                                                                       |
| сердечно-сосудистой системы (недостаточность клапанов сердца, гипертрофия миокарда, нарушения сердечного ритма);                                                    |                                                                                       |
| бронхолёгочной системы (синусобронхопатии с образованием обильного количества слизисто-гнойного отделяемого, снижение показателей функции внешнего дыхания, апноэ). |                                                                                       |

## Диагностика
1. Определение активности лизосомальных гидролаз.
2. Исследование мочи на ГАГ.